# Zingiber guangxiense
Zingiber guangxiense là một loài thực vật có hoa trong họ Gừng. Loài này được Fang Ding (方鼎, Phương Đỉnh) miêu tả khoa học đầu tiên năm 1980. Tên gọi thông thường trong tiếng Trung là 桂姜 (quế khương), nghĩa đen là gừng Quảng Tây. Trong Flora Reipublicae Popularis Sinicae (FRPS) danh pháp được viết là Zingiber kwangsiense.

## Mẫu định danh
Mẫu định danh: X.P.Liao et D.Fang 22040; thu thập tại huyện Bác Bạch, địa cấp thị Ngọc Lâm, đông nam khu tự trị Quảng Tây. Mẫu holotype  lưu giữ tại Viện Nghiên cứu Trung y dược Quảng Tây (广西中医药研究院) ở địa chỉ số 20-1 đường Đông Cát (东葛路), quận Thanh Tú, Nam Ninh (GXMI). Lưu ý là tại trang 224 trong bài báo gốc Phương Đỉnh ghi cụm từ viết tắt HGM là Herb. Guangxi. Inst. Med. Pharm. Sci. (Viện Khoa học Y Dược Quảng Tây), không phải mã quốc tế của Phòng mẫu cây thuộc Institut Menorquí d'Estudis ở Mahón, Tây Ban Nha.

## Từ nguyên
Tính từ định danh guangxiense hay kwangsiense lấy theo tên địa danh Quảng Tây.

## Phân bố
Loài này có tại huyện Bác Bạch, địa cấp thị Ngọc Lâm, đông nam khu tự trị Quảng Tây, Trung Quốc. Môi trường sống là nền rừng.

## Phân loại
Z. guangxiense được xếp trong tổ Cryptanthium.

## Mô tả
Cây thảo lâu năm. Thân rễ dạng củ, mập, đường kính ~1–3 cm. Thân giả 1-2, cao 0,5-1,5 m, đường kính tới 1,7 cm, với 18-26 lá. Bẹ lá có lông. Lưỡi bẹ dài 2–6 mm, có ít lông tơ mịn hay lông rung, đỉnh thường có khía răng cưa; cuống lá 1–4 mm; phiến lá hình mác hoặc thuôn dài-hình mác, 25-35 × 5–9 cm, rậm đốm tuyến màu nâu tía, mặt xa trục thưa lông nhung áp ép và đốm tuyến, đáy thuôn tròn-hình nêm đến hình nêm rộng, đỉnh nhọn thon. Cụm hoa mọc từ thân rễ, dài 5–26 cm; cành hoa bông thóc hình trứng ngược, 4-8 × 2–4 cm, 20-30 hoa; cuống cụm hoa 2,5–20 cm, thanh mảnh, gần như nhẵn nhụi, ngầm dưới đất; trục cành hoa rậm lông; lá bắc màu đỏ hoặc tía, hiếm khi màu xanh lục, thuôn dài-hình mác, 4-5 × 1-1,5 cm, mặt xa trục thưa lông, 1 hoa. Lá bắc con tương tự lá bắc, 4 × 1,1 cm. Hoa màu vàng nhạt, dài 8,5-10,5 cm, không cuống. Đài hoa dài 0,9-1,8 cm, mặt ngoài thưa lông áp ép. Ống tràng hoa dài ~4,5 cm, nhẵn nhụi; các thùy thẳng, 3,5-4 × ~0,5 cm, mặt ngoài thưa lông áp ép; thùy tràng giữa hình mác, 4,5 × 0,9 cm. Cánh môi màu ánh vàng, dài ~3 cm; thùy giữa thuôn dài, ~2 × 0,7 cm, đỉnh thường 2 khe hở hiếm khi nguyên; các thùy bên gần thuôn dài, ~1 × 0,5 cm. Bao phấn dài ~1,4 cm; phần phụ liên kết (mào) màu đỏ, dài ~1,8 cm. Tuyến trên bầu dài 5 mm. Bầu nhụy ~5 mm, rậm lông áp ép, 3 ngăn. Quả nang hình trứng, 3-4 × 1-1,5 cm, 3 góc tù, thưa lông. Hạt màu đỏ; áo hạt màu trắng. Ra hoa tháng 9-10, tạo quả tháng 10-11.
Tương tự như Z. mioga nhưng khác ở chỗ thân rễ mập, dạng củ, đài hoa ngắn hơn (dài 0,9-1,8 cm so với dài 2,5–3 cm), mặt ngoài các thùy tràng hoa thưa lông áp ép và thùy giữa của cánh môi thuôn dài.